# Cristian Malmagro
Cristian Malmagro Viaña (ur. 11 marca 1983 roku w Granollers) – hiszpański piłkarz ręczny, reprezentant kraju. Obecnie występuje we francuskiej Division 1, w drużynie Montpellier Agglomération Handball na pozycji prawego rozgrywającego.
Podczas Igrzysk Olimpijskich 2008 w Pekinie zdobył brązowy medal olimpijski.

## Sukcesy

### reprezentacyjne
- Igrzyska Olimpijskie:
  -  2008

### klubowe
- Mistrzostwa Danii:
  -  2011, 2012
- Puchar Danii:
  -  2011, 2012